# Route 0
Route 0 (ルート・ヨン Rūto Yon?, estilizado como route φ) fue un dúo musical femenino surcoreano-japonés formado por R & C Ltd. en 2002. Sus miembros fueron Marina Takahashi y Choi Soo-young. El grupo se disolvió en 2003, debido a que sus integrantes decidieron centrarse en sus carreras en solitario.

## Historia
En diciembre de 2001, Asayan realizó unas audiciones llamadas Korea-Japan Ultra Idol Duo para formar un dúo musical femenino surcoreano-japonés, el cual se transmitió por TV Tokio. De entre las 15.000 participantes, Marina Takahashi fue elegida como la representante japonesa, mientras que Choi Soo-young fue elegida como la representante surcoreana.
Route 0 lanzó "Start" como su primer sencillo el 26 de abril de 2002. La canción fue producida por Ryuichi Kawamura . Además, las dos miembros del dúo participaron como modelos exclusivas para la marca de moda juvenil Chubbygang y la revista Melon. "Waku Waku It's Love" fue lanzado el 9 de noviembre de 2002 como el segundo sencillo del dúo, y también como el tema final de Hey! Hey! Hey! Music Champ. El 23 de julio de 2003, Route 0 lanzó "Painting" como su tercer y último sencillo, que también fue el tema final de Downtown DX. Ese mismo día, también se lanzó una versión en vídeo de "Painting". Después de lanzar su último sencillo, Route 0 finalizó sus actividades y se disolvió. Takahashi, aunque intentó continuar, se terminó retirando de la industria musical y del entretenimiento, mientras que Soo-young más tarde se convirtió en miembro del grupo femenino surcoreano Girls' Generation en 2007, y también se convirtió en actriz.

## Miembros
- Marina Takahashi (高橋麻里奈?)
- Choi Soo-young (チェ・スヨン?)

## Discografía

### Sencillos
| Título                                                                                     | Año  | Posiciones más altas en los gráficos | Álbum               |
| Título                                                                                     | Año  | JPN                                  | Álbum               |
| ------------------------------------------------------------------------------------------ | ---- | ------------------------------------ | ------------------- |
| "Start"                                                                                    | 2002 | 62                                   | Sencillos sin álbum |
| "Waku Waku It's Love" (ワクワク It’s Love?)                                                | 2002 | —                                    | Sencillos sin álbum |
| "Painting"                                                                                 | 2003 | —                                    | Sencillos sin álbum |
| "—" indica lanzamientos que no figuraron en las listas o que no se lanzaron en esa región. |      |                                      |                     |

#### Vídeo sencillos
| Título                                                                                     | Año  | Posiciones más altas en los gráficos | Álbum              |
| Título                                                                                     | Año  | JPN                                  | Álbum              |
| ------------------------------------------------------------------------------------------ | ---- | ------------------------------------ | ------------------ |
| "Painting"                                                                                 | 2003 | —                                    | Sencillo sin álbum |
| "—" indica lanzamientos que no figuraron en las listas o que no se lanzaron en esa región. |      |                                      |                    |